# Диета Монтиньяка
Диета Монтиньяка — диета для похудения, которая была популярна в 1990-х годах, преимущественно в Европе. Она была изобретена французским диетологом Мишелем Монтиньяком (1944—2010). Его метод направлен на людей, которые хотят похудеть эффективно и надолго, уменьшить риск сердечной недостаточности и предотвратить диабет.

## Принцип
Продукты, богатые углеводами, классифицируются в соответствии с их гликемическим индексом (GI), системой ранжирования углеводов, основанной на их влиянии на уровни глюкозы в крови после еды. Продукты с высоким GI считаются «плохими» (за исключением продуктов питания, таких как морковь, которые, несмотря на высокий уровень GI, имеют довольно низкое содержание углеводов и не должны существенно влиять на уровень сахара в крови, также называемый низкой гликемической нагрузкой или низким GI).
Гликемический индекс был разработан Дэвидом Дженкинсом в Университете Торонто как способ удобной классификации продуктов в соответствии с тем, как они влияют на уровень сахара в крови, и предназначался для людей, страдающих сахарным диабетом. Монтиньяк первым рекомендовал использовать гликемический индекс как диету для похудения, а не способ управления уровнем сахара в крови, и дал рекомендации, чтобы избежать резкого повышения уровня сахара в крови глюкозы (в отличие от постепенного увеличения) в качестве стратегии для тех, кто теряет вес, а не стратегии для диабетиков для стабилизации уровня сахара в крови.
«Плохие углеводы» (например, в конфетах, картофеле, рисе и белом хлебе) не могут приниматься вместе с жирами, особенно во время первой фазы метода. Согласно теории Монтиньяка, эти комбинации приведут к тому, что жиры в пище будут храниться как жировые отложения.
Еще один аспект диеты касается выбора жиров: желательность жирных продуктов зависит от природы их жирных кислот: полиненасыщенные омега-3 кислоты (рыбий жир), а также мононенасыщенные жирные кислоты (оливковое масло) — лучший выбор, а насыщенные жирные кислоты (масло и животный жир) должны быть ограничены. Следует избегать жареной пищи и масла, используемого при приготовлении пищи.
Метод Монтиньяка разделен на две фазы:
- Фаза I: потеря веса. Эта фаза состоит главным образом из употребления соответствующих углеводов, а именно с гликемическим индексом, оцененным в 35 или ниже (чистая глюкоза по определению 100). Более высокое потребление белка, например 1,3-1,5 грамма на кг веса тела, особенно из рыбы и бобовых, может помочь потере веса, но люди с заболеванием почек должны проконсультироваться с врачом.
- Фаза II: этап стабилизации и предотвращения. На своем сайте Монтиньяк заявляет, что мы «можем даже повысить нашу способность выбирать, применяя новую концепцию, гликемический результат (синтез между гликемическим индексом и содержанием чистого углевода) и уровни сахара в крови, которые являются результатом приема пищи. В этих условиях мы можем есть любые углеводы, которые хотим, даже те, у которых высокие гликемические индексы».